# Mizunoligaen (2021/2022)
Mizunoligaen 2021/2022 – 52. sezon najwyższego poziomu rozgrywek ligowych w piłce siatkowej w Norwegii zorganizowany przez Norweski Związek Piłki Siatkowej (Norges Volleyballforbund, NVBF). Zainaugurowany został 9 października 2021 roku i trwał do 30 kwietnia 2022 roku.
W Mizunoligaen uczestniczyło dziewięć drużyn, w tym młodzieżowy zespół ToppVolley Norge, który brał udział wyłącznie w fazie zasadniczej i nie podlegał ostatecznej klasyfikacji.
Rozgrywki składały się z fazy zasadniczej oraz fazy play-off wyłaniającej mistrza ligi (seriemester).
Po raz pierwszy ligowe mistrzostwo Norwegii zdobył klub IL Koll, który w finałach fazy play-off pokonał TIF Viking Bergen.

## System rozgrywek
Mizunoligaen w sezonie 2021/2022 składa się z fazy zasadniczej oraz fazy play-off.

### Faza zasadnicza
W fazie zasadniczej uczestniczy 9 drużyn. Grają one między sobą po dwa spotkania systemem kołowym (mecz u siebie i rewanż na wyjeździe). Młodzieżowa drużyna ToppVolley Norge rozgrywa tylko jedną serię spotkań u siebie. Niezależnie od zajętego miejsca uczestniczy wyłącznie w fazie zasadniczej i nie podlega ostatecznej klasyfikacji.
Dwie najlepsze drużyny fazy zasadniczej uzyskują bezpośredni awans do półfinałów fazy play-off, drużyny z miejsc 3-6 rywalizują w ćwierćfinałach, pozostałe kończą rozgrywki i są klasyfikowane odpowiednio na miejscach 7-8. Drużyna, która zajęła 7. miejsce, trafia do baraży, natomiast ta, która zakończyła rywalizację na ostatniej pozycji, spada do 1. divisjon.

### Faza play-off
Faza play-off składa się z ćwierćfinałów, półfinałów i finałów.
Ćwierćfinały

W ćwierćfinałach uczestniczą drużyny, które w fazie zasadniczej zajęły miejsca 3-6 (jeżeli na jednym z tych miejsc uplasowała się drużyna ToppVolley Norge, wówczas w ćwierćfinałach w jej miejsce bierze udział zespół z 7. miejsca).
Rywalizują one w turnieju, w ramach którego rozgrywają między sobą po jednym meczu zgodnie z poniższym harmonogramem:
- 1. dzień: 3-6 i 4-5;
- 2. dzień: 3-5 i 4-6;
- 3. dzień: 3-4 i 5-6.

Dwie najlepsze drużyny uzyskują awans do półfinałów. Pozostałe są klasyfikowane odpowiednio na miejscach 5. i 6.
Półinały

Drużyny w półfinałach rywalizują w parach. Tworzone są one według klucza:
- para 1: 1. miejsce w fazie zasadniczej – 2. miejsce w ćwierćfinałach;
- para 2: 2. miejsce w fazie zasadniczej – 1. miejsce w ćwierćfinałach.

Rywalizacja toczy się do trzech zwycięstw ze zmianą gospodarza po dwóch meczach, z tym że drużyny, które w fazie zasadniczej zajęły miejsca 1-2, rozpoczynają półfinały z dorobkiem jednego zwycięstwa. Gospodarzem pierwszych dwóch spotkań jest zespół, który w fazie zasadniczej zajął niższe miejsce.
Zwycięzcy w parach uzyskują awans do finałów, natomiast przegrani klasyfikowani są na odpowiednio 3. i 4. miejscu zgodnie z tabelą fazy zasadniczej.
Finały

O tytuł ligowego mistrza (Seriemester) grają zwycięzcy w parach półfinałowych. Rywalizacja toczy się do trzech zwycięstw ze zmianą gospodarza po dwóch meczach, z tym że drużyna, która w fazie zasadniczej zajęła wyższe miejsce, rozpoczyna serię finałową z dorobkiem jednego zwycięstwa. Gospodarzem pierwszych dwóch spotkań jest zespół, który w fazie zasadniczej zajął niższe miejsce.

## Drużyny uczestniczące
| | Mizunoligaen 2021/2022 |   |    |
| --- | ---------------------- | - | -- |
| KOL | IL Koll                | 1 |    |
| VIK | TIF Viking Bergen      | 2 | Ch |
| FØR | Førde VBK              | 3 |    |
| NTNUI | NTNUI                  | 4 |    |
| RAN | Randaberg IL           | 5 |    |
| TRO | BK Tromsø              | 6 |    |
| OSI | OSI                    | 7 |    |
| ASK | Asker SK               | 8 |    |
| TVN | ToppVolley Norge       | — |    |
| Oznaczenia: - kolumna pierwsza – skróty nazw drużyn wpisane na mapie (jeśli ta została zamieszczona), - kolumna trzecia – miejsce zajęte przez daną drużynę w poprzednim sezonie. |                        |   |    |

Uwaga: Z powodu pandemii COVID-19 rozgrywki w sezonie 2020/2021 zostały przerwane i niedokończone. W tabeli podane zostały miejsca, które poszczególne drużyny zajmowały w dniu zakończenia rozgrywek.

## Faza zasadnicza

### Tabela wyników
| Gospodarz \ Gość1 | KOL | VIK | FØR | NTNUI | RAN | TRO | OSI | ASK |
| ----------------- | --- | --- | --- | ----- | --- | --- | --- | --- |
| IL Koll           | -   | 2:3 | 3:1 | 3:2   | 3:1 | 3:1 | 3:0 | 3:0 |
| TIF Viking Bergen | 1:3 | -   | 3:0 | 3:0   | 3:0 | 3:0 | 3:0 | 3:0 |
| Førde VBK         | 1:3 | 2:3 | -   | 3:0   | 3:0 | 3:0 | 3:0 | 3:0 |
| NTNUI             | 2:3 | 3:2 | 0:3 | -     | 3:0 | 3:0 | 3:1 | 3:0 |
| Randaberg IL      | 3:1 | 1:3 | 3:0 | 0:3   | -   | 3:2 | 3:1 | 3:0 |
| BK Tromsø         | 0:3 | 0:3 | 3:1 | 1:3   | 3:1 | -   | 3:0 | 3:1 |
| OSI               | 2:3 | 0:3 | 1:3 | 0:3   | 3:2 | 0:3 | -   | 3:0 |
| Asker SK          | 0:3 | 0:3 | 0:3 | 0:3   | 0:3 | 0:3 | 3:2 | -   |
| ToppVolley Norge  | 0:3 | 0:3 | 1:3 | 1:3   | 1:3 | 1:3 | 3:2 | 3:0 |

Źródło: NVBF – Data Project (norw.)
1 Drużyna gospodarzy jest wymieniona po lewej stronie tabeli.
Kolory:
  zwycięstwo gospodarzy 3:0 lub 3:1
  zwycięstwo gospodarzy 3:2
  zwycięstwo gości 3:0 lub 3:1
  zwycięstwo gości 3:2

### Tabela
| Lp. | Drużyna           | Pkt | Mecze | Mecze | Mecze | Rodzaj wyniku | Rodzaj wyniku | Rodzaj wyniku | Rodzaj wyniku | Rodzaj wyniku | Rodzaj wyniku | Sety | Sety | Sety  | Małe punkty | Małe punkty | Małe punkty |
| Lp. | Drużyna           | Pkt | M     | W     | P     | 3:0           | 3:1           | 3:2           | 2:3           | 1:3           | 0:3           | wyg. | prz. | stos. | zdob.       | str.        | stos.       |
| --- | ----------------- | --- | ----- | ----- | ----- | ------------- | ------------- | ------------- | ------------- | ------------- | ------------- | ---- | ---- | ----- | ----------- | ----------- | ----------- |
| 1   | TIF Viking Bergen | 38  | 15    | 13    | 2     | 10            | 1             | 2             | 1             | 1             | 0             | 42   | 11   | 3.82  | 1190        | 998         | 1.19        |
| 2   | IL Koll           | 37  | 15    | 13    | 2     | 5             | 5             | 3             | 1             | 1             | 0             | 42   | 17   | 2.47  | 1292        | 1149        | 1.12        |
| 3   | NTNUI             | 31  | 15    | 10    | 5     | 6             | 3             | 1             | 2             | 0             | 3             | 34   | 20   | 1.7   | 1230        | 1114        | 1.1         |
| 4   | Førde VBK         | 28  | 15    | 9     | 6     | 7             | 2             | 0             | 1             | 3             | 2             | 32   | 20   | 1.6   | 1148        | 1015        | 1.13        |
| 5   | BK Tromsø         | 22  | 15    | 7     | 8     | 3             | 4             | 0             | 1             | 2             | 5             | 25   | 28   | 0.89  | 1167        | 1165        | 1           |
| 6   | Randaberg IL      | 21  | 15    | 7     | 8     | 3             | 3             | 1             | 1             | 3             | 4             | 26   | 29   | 0.9   | 948         | 983         | 0.96        |
| 7   | OSI               | 8   | 15    | 2     | 13    | 1             | 0             | 1             | 3             | 3             | 7             | 15   | 41   | 0.37  | 1110        | 1305        | 0.85        |
| 8   | ToppVolley Norge  | 5   | 8     | 2     | 6     | 1             | 0             | 1             | 0             | 4             | 2             | 10   | 20   | 0.5   | 650         | 686         | 0.95        |
| 9   | Asker SK          | 2   | 15    | 1     | 14    | 0             | 0             | 1             | 0             | 1             | 13            | 4    | 44   | 0.09  | 850         | 1170        | 0.73        |

Źródło: NVBF – Data Project (norw.)
Punktacja: 3:0 i 3:1 – 3 pkt; 3:2 – 2 pkt; 2:3 – 1 pkt; 1:3 i 0:3 – 0 pkt
Zasady ustalania kolejności: 1. liczba punktów; 2. liczba zwycięstw; 3. stosunek setów; 4. stosunek małych punktów; 5. bilans w bezpośrednich meczach
Uwaga: ToppVolley Norge uczestniczył tylko w fazie zasadniczej i rozegrał z każdą drużyną po jednym meczu.
     półfinał fazy play-off
     ćwierćfinał fazy play-off
     baraże
     spadek do 1. divisjon

## Faza play-off

### Drabinka
|  |           |                   |           |           |           |           |           |   |                   |        |        |        |        |        |        |        |
|  | Półfinały | Półfinały         | Półfinały | Półfinały | Półfinały | Półfinały | Półfinały |   |                   | Finały | Finały | Finały | Finały | Finały | Finały | Finały |
|  | Półfinały | Półfinały         | Półfinały | Półfinały | Półfinały | Półfinały | Półfinały |   |                   | Finały | Finały | Finały | Finały | Finały | Finały | Finały |
|  |           |                   |           |           |           |           |           |   |                   |        |        |        |        |        |        |        |
|  |           |                   |           |           |           |           |           |   |                   |        |        |        |        |        |        |        |
|  | 1         | TIF Viking Bergen | (1)       | 3         | 3         |           |           |   |                   |        |        |        |        |        |        |        |
|  | 1         | TIF Viking Bergen | (1)       | 3         | 3         |           |           |   |                   |        |        |        |        |        |        |        |
|  | 4         | BK Tromsø         | (0)       | 1         | 2         |           |           |   |                   |        |        |        |        |        |        |        |
|  | 4         | BK Tromsø         | (0)       | 1         | 2         |           |           | 1 | TIF Viking Bergen | (1)    | 1      | 1      | 1      |        |        |        |
|  |           |                   |           |           |           |           |           | 1 | TIF Viking Bergen | (1)    | 1      | 1      | 1      |        |        |        |
|  |           |                   | 2         | IL Koll   | (0)       | 3         | 3         | 3 |                   |        |        |        |        |        |        |        |
|  | 2         | IL Koll           | 2         | IL Koll   | (0)       | 3         | 3         | 3 | (1)               | 3      | 3      |        |        |        |        |        |
|  | 2         | IL Koll           |           |           |           |           |           |   |                   |        |        |        |        |        |        |        |
|  | 3         | NTNUI             | (0)       | 2         | 1         |           |           |   |                   |        |        |        |        |        |        |        |
|  | 3         | NTNUI             | (0)       | 2         | 1         |           |           |   |                   |        |        |        |        |        |        |        |
|  |           |                   |           |           |           |           |           |   |                   |        |        |        |        |        |        |        |

### Ćwierćfinały
Miejsce: Dragvollhallen, Trondheim

#### Tabela wyników
| Gospodarz \ Gość1 | NTNUI | FØR | TRO | RAN |
| ----------------- | ----- | --- | --- | --- |
| NTNUI             | -     | 3:1 | 3:1 | 3:0 |
| Førde VBK         | -     | -   | 1:3 | 0:3 |
| BK Tromsø         | -     | -   | -   | 3:0 |
| Randaberg IL      | -     | -   | -   | -   |

Źródło: NVBF – Data Project (norw.)
1 Drużyna gospodarzy jest wymieniona po lewej stronie tabeli.
Kolory:
  zwycięstwo gospodarzy 3:0 lub 3:1
  zwycięstwo gospodarzy 3:2
  zwycięstwo gości 3:0 lub 3:1
  zwycięstwo gości 3:2

#### Terminarz i wyniki spotkań
| Data       | Godz. | Gospodarz    | Rezultat                         | Gość         |
| ---------- | ----- | ------------ | -------------------------------- | ------------ |
| 1. KOLEJKA |       |              |                                  |              |
| 18.03.2022 | 17:00 | NTNUI        | 3:0 (25:11, 25:19, 26:24)        | Randaberg IL |
| 18.03.2022 | 19:30 | Førde VBK    | 1:3 (15:25, 19:25, 25:23, 10:25) | BK Tromsø    |
| 2. KOLEJKA |       |              |                                  |              |
| 19.03.2022 | 14:00 | NTNUI        | 3:1 (25:23, 22:25, 25:22, 25:20) | BK Tromsø    |
| 19.03.2022 | 16:30 | Randaberg IL | 3:0 (25:20, 25:22, 25:20)        | Førde VBK    |
| 3. KOLEJKA |       |              |                                  |              |
| 20.03.2022 | 12:00 | NTNUI        | 3:1 (25:23, 25:21, 23:25, 25:14) | Førde VBK    |
| 20.03.2022 | 14:30 | BK Tromsø    | 3:0 (25:21, 25:17, 25:20)        | Randaberg IL |

#### Tabela
| Lp. | Drużyna      | Pkt | Mecze | Mecze | Mecze | Rodzaj wyniku | Rodzaj wyniku | Rodzaj wyniku | Rodzaj wyniku | Rodzaj wyniku | Rodzaj wyniku | Sety | Sety | Sety  | Małe punkty | Małe punkty | Małe punkty |
| Lp. | Drużyna      | Pkt | M     | W     | P     | 3:0           | 3:1           | 3:2           | 2:3           | 1:3           | 0:3           | wyg. | prz. | stos. | zdob.       | str.        | stos.       |
| --- | ------------ | --- | ----- | ----- | ----- | ------------- | ------------- | ------------- | ------------- | ------------- | ------------- | ---- | ---- | ----- | ----------- | ----------- | ----------- |
| 1   | NTNUI        | 9   | 3     | 3     | 0     | 1             | 2             | 0             | 0             | 0             | 0             | 9    | 2    | 4.5   | 271         | 227         | 1.19        |
| 2   | BK Tromsø    | 6   | 3     | 2     | 1     | 1             | 1             | 0             | 0             | 1             | 0             | 7    | 4    | 1.75  | 263         | 224         | 1.17        |
| 3   | Randaberg IL | 3   | 3     | 1     | 2     | 1             | 0             | 0             | 0             | 0             | 2             | 3    | 6    | 0.5   | 187         | 213         | 0.88        |
| 4   | Førde VBK    | 0   | 3     | 0     | 3     | 0             | 0             | 0             | 0             | 2             | 1             | 2    | 9    | 0.22  | 214         | 271         | 0.79        |

Źródło: NVBF – Data Project (norw.)
Punktacja: 3:0 i 3:1 – 3 pkt; 3:2 – 2 pkt; 2:3 – 1 pkt; 1:3 i 0:3 – 0 pkt
Zasady ustalania kolejności: 1. liczba punktów; 2. liczba zwycięstw; 3. stosunek setów; 4. stosunek małych punktów; 5. bilans w bezpośrednich meczach
     półfinał fazy play-off

### Półfinały
(do trzech zwycięstw; drużyna, która w fazie zasadniczej zajęła miejsce 1. lub 2., rozpoczyna rywalizację z dorobkiem jednego zwycięstwa)
| Data                  | Godz.                 | Gospodarz             | Rezultat                                | Gość              |
| --------------------- | --------------------- | --------------------- | --------------------------------------- | ----------------- |
| TIF Viking Bergen (1) | TIF Viking Bergen (1) | TIF Viking Bergen (1) | 3 – 0                                   | (4) BK Tromsø     |
| 26.03.2022            | 16:00                 | BK Tromsø             | 1:3 (22:25, 25:17, 16:25, 19:25)        | TIF Viking Bergen |
| 27.03.2022            | 10:30                 | BK Tromsø             | 2:3 (17:25, 25:21, 25:22, 20:25, 13:15) | TIF Viking Bergen |
| IL Koll (2)           | IL Koll (2)           | IL Koll (2)           | 3 – 0                                   | (3) NTNUI         |
| 26.03.2022            | 15:00                 | NTNUI                 | 2:3 (25:22, 23:25, 19:25, 25:23, 13:15) | IL Koll           |
| 27.03.2022            | 17:30                 | NTNUI                 | 1:3 (17:25, 22:25, 26:24, 23:25)        | IL Koll           |

### Finały
(do trzech zwycięstw; drużyna, która w fazie zasadniczej zajęłą wyższe miejsce, rozpoczyna rywalizację z dorobkiem jednego zwycięstwa)
| Data                  | Godz.                 | Gospodarz             | Rezultat                         | Gość              |
| --------------------- | --------------------- | --------------------- | -------------------------------- | ----------------- |
| TIF Viking Bergen (1) | TIF Viking Bergen (1) | TIF Viking Bergen (1) | 1 – 3                            | (2) IL Koll       |
| 23.04.2022            | 16:30                 | IL Koll               | 3:1 (21:25, 25:22, 25:23, 29:27) | TIF Viking Bergen |
| 24.04.2022            | 16:00                 | IL Koll               | 3:1 (25:20, 25:17, 23:25, 25:19) | TIF Viking Bergen |
| 30.04.2022            | 19:30                 | TIF Viking Bergen     | 1:3 (25:23, 21:25, 23:25, 21:25) | IL Koll           |

## Klasyfikacja końcowa
| Poz. | Drużyna           |
| ---- | ----------------- |
| 1.   | IL Koll           |
| 2.   | TIF Viking Bergen |
| 3.   | NTNUI             |
| 4.   | BK Tromsø         |
| 5.   | Randaberg IL      |
| 6.   | Førde VBK         |
| 7.   | OSI               |
| 8.   | Asker SK          |
| —    | ToppVolley Norge  |

     Eliminacje Ligi Mistrzów 2022/2023
     Puchar Challenge 2022/2023
     Baraże
     Spadek do 1. divisjon

## Baraże

### Tabela wyników
| Gospodarz \ Gość1 | OSI | SND | SOT |
| ----------------- | --- | --- | --- |
| OSI               | -   | 3:1 | 3:0 |
| Sandnes VBK       | -   | -   | 3:0 |
| Sotra VBK         | -   | -   | -   |

Źródło: NVBF – Data Project (norw.)
1 Drużyna gospodarzy jest wymieniona po lewej stronie tabeli.
Kolory:
  zwycięstwo gospodarzy 3:0 lub 3:1
  zwycięstwo gospodarzy 3:2
  zwycięstwo gości 3:0 lub 3:1
  zwycięstwo gości 3:2

### Terminarz i wyniki spotkań
| Data       | Godz. | Gospodarz | Rezultat                         | Gość        |
| ---------- | ----- | --------- | -------------------------------- | ----------- |
| 22.04.2022 | 17:30 | OSI       | 3:0 (25:18, 25:19, 25:21)        | Sotra VBK   |
| 23.04.2022 | 13:00 | OSI       | 3:1 (27:25, 25:17, 21:25, 25:22) | Sandnes VBK |
| 24.04.2022 | 13:00 | Sotra VBK | 0:3 (19:25, 19:25, 18:25)        | Sandnes VBK |

### Tabela
| Lp. | Drużyna     | Pkt | Mecze | Mecze | Mecze | Rodzaj wyniku | Rodzaj wyniku | Rodzaj wyniku | Rodzaj wyniku | Rodzaj wyniku | Rodzaj wyniku | Sety | Sety | Sety  | Małe punkty | Małe punkty | Małe punkty |
| Lp. | Drużyna     | Pkt | M     | W     | P     | 3:0           | 3:1           | 3:2           | 2:3           | 1:3           | 0:3           | wyg. | prz. | stos. | zdob.       | str.        | stos.       |
| --- | ----------- | --- | ----- | ----- | ----- | ------------- | ------------- | ------------- | ------------- | ------------- | ------------- | ---- | ---- | ----- | ----------- | ----------- | ----------- |
| 1   | OSI         | 6   | 2     | 2     | 0     | 1             | 1             | 0             | 0             | 0             | 0             | 6    | 1    | 6     | 173         | 147         | 1.18        |
| 2   | Sandnes VBK | 3   | 2     | 1     | 1     | 1             | 0             | 0             | 0             | 1             | 0             | 4    | 3    | 1.33  | 164         | 154         | 1.06        |
| 3   | Sotra VBK   | 0   | 2     | 0     | 2     | 0             | 0             | 0             | 0             | 0             | 2             | 0    | 6    | 0     | 114         | 150         | 0.76        |

Źródło: NVBF – Data Project (norw.)
Punktacja: 3:0 i 3:1 – 3 pkt; 3:2 – 2 pkt; 2:3 – 1 pkt; 1:3 i 0:3 – 0 pkt
Zasady ustalania kolejności: 1. liczba punktów; 2. liczba zwycięstw; 3. stosunek setów; 4. stosunek małych punktów; 5. bilans w bezpośrednich meczach
     Mizunoligaen 2022/2023
     1. divisjon 2022/2023